# Rie Briejer
Maria Wilhelmina (Rie) Briejer (Leiden, 10 maart 1910 – Den Haag, 11 juli 1999) was een Nederlandse atlete, die  haar land vertegenwoordigde op de Olympische Spelen van Amsterdam in 1928 op de 100 m en de 4 x 100 m estafette.

## Loopbaan
Tijdens deze Olympische Spelen in eigen huis werd Briejer op de 100 m als derde in haar serie uitgeschakeld. Op de 4 x 100 m behaalde zij met haar teamgenotes Lies Aengenendt, Nettie Grooss en Bets ter Horst in hun serie echter een tweede plaats, waarmee het viertal doordrong tot de finale. In deze finale werd het Nederlandse team vijfde in 49,8 s. De Canadese ploeg behaalde de gouden medaille in een wereldrecordtijd van 48,4.
Hoewel Rie Briejer zich op de Olympische Spelen uitsluitend als sprintster manifesteerde, maakte zij in eigen land eigenlijk vooral naam als verspringster. Zo werd zij over een periode van negen jaar zevenmaal nationaal kampioene verspringen, tegenover "slechts" één nationale titel op de 100 m. Haar laatste nationale titel in 1936 behaalde zij als Rie Jutte-Briejer, aangezien zij inmiddels was getrouwd met Frans Jutte, de latere voorzitter van de KNAU. Zij was ook van 1927 tot 1939 houdster van het Nederlandse verspringrecord, dat zij in die periode verbeterde van 5,27 tot 5,57 m. Het was ten slotte Fanny Koen, die haar naam in 1939 met een sprong van 5,80 uit de recordboeken liet schrappen.
In 1929 maakte Briejer deel uit van het vrouwenteam dat tijdens de interland tegen België in Maastricht op de 4 x 100 m estafette het allereerste officiële nationale record vestigde. Samen met Bets ter Horst, Lies Aengenendt en Annie de Jong-Zondervan kwam zij daar tot een tijd van 51,4. Dit record hield een kleine twee jaar stand.
In het najaar van 1936 beëindigde Briejer, die lid was van het Leidense Brunhilde, haar atletiekloopbaan.

## Nederlandse kampioenschappen
| Onderdeel   | Jaar                                     |
| ----------- | ---------------------------------------- |
| 100 m       | 1927                                     |
| verspringen | 1927, 1928, 1929, 1930, 1931, 1935, 1936 |

## Persoonlijke records
| Onderdeel   | Prestatie      | Datum             | Plaats    |
| ----------- | -------------- | ----------------- | --------- |
| 100 m       | 12,3 s         | 3 september 1936  | Amsterdam |
| 200 m       | 26,6 s         | 30 juli 1933      | Brussel   |
| verspringen | 5,57 m (ex-NR) | 18 september 1932 | Amsterdam |

## Onderscheidingen
- Unie-erekruis in goud van de KNAU - 1935